# Iba (Zambales)
Iba ist eine philippinische Stadtgemeinde in der Provinz Zambales, deren Hauptort sie ist. Sie hat 50.506 Einwohner (Zensus 1. August 2015). Iba Geburtsort des ehemaligen philippinischen Präsidenten Ramon Magsaysay.

## Baranggays
Iba ist politisch in 14 Baranggays unterteilt.
- Amungan
- Bangantalinga
- Dirita-Baloguen
- Lipay-Dingin-Panibuatan
- Palanginan (Palanginan-Tambak)
- San Agustin
- Santa Barbara
- Santo Rosario
- Zone 1 Pob. (Libaba)
- Zone 2 Pob. (Aypa)
- Zone 3 Pob. (Botlay)
- Zone 4 Pob. (Sagapan)
- Zone 5 Pob. (Bano)
- Zone 6 Pob. (Baytan)

## Söhne und Töchter der Gemeinde
- James McCabe (* 2003), australischer Tennisspieler